# Nerl (Kljazma)
Nerl (ryska: Нерль) är en flod i Jaroslavl, Ivanovo och Vladimir oblast i Ryssland. Den är en vänsterbiflod till Kljazma, som senare mynnar i Oka. Nerl är 284 kilometer lång och har ett avrinningsområde på 6 780 km². Floden fryser till i november och förblir isbelagd till april. Flera dammar finns längs floden, som inte är farbar.
Nära flodens mynning finns Pokrovkyrkan vid Nerl, ett mästerverk i gammalrysk arkitektonisk stil.